# 郑泉水
郑泉水（1961年3月—），男，江西金溪人，中国力学家，清华大学教授，长江学者奖励计划特聘教授

## 奖项和荣誉
1996年获得第三届中国青年科学家奖。他和黄克智院士完成的“张量函数表示理论与材料本构方程不变性研究”项目获得了2004年度国家自然科学奖二等奖。2019年11月当选为中国科学院院士（技术科学部）。